# GSC615-833
GSC615-833 — хімічно пекулярна зоря спектрального класу A0, що має видиму зоряну величину в смузі V приблизно 10,5.
Вона  розташована на відстані близько 5722,0 світлових років від Сонця.